# Garnisonkirche Neisse

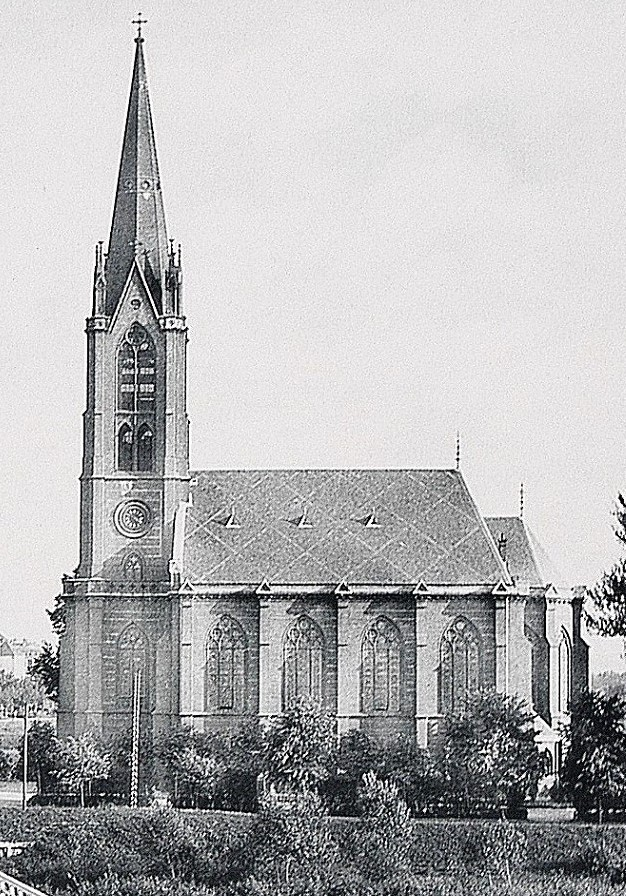
Garnisonkirche 1895

Die Garnisonkirche (polnisch Kościół garnizonowy) war ein evangelisches Kirchengebäude in der oberschlesischen Stadt Neisse (Nysa). Die Kirche stand westlich der Altstadt an der ehemaligen Neue Berliner Straße (heute: ul. Bolesława Krzywoustego) unweit der Glatzer Neiße.

## Geschichte
Der Entwurf für den Bau stammt vom Berliner Baurat August Orth. Die Grundsteinlegung für den Kirchenbau erfolgte im Jahr 1885. 1888 wurde die Kirche feierlich eingeweiht.
Während des Zweiten Weltkriegs wurden große Teile der Stadt Neisse im Frühjahr 1945 zerstört. Obwohl die evangelische Garnisonkirche weitgehend erhalten blieb, wurde im Sommer 1945 die Orgel abmontiert und abtransportiert. Im Auftrag der polnischen Verwaltung erfolgte 1953–1954 der Abriss der Garnisonkirche. Die dadurch gewonnenen Ziegelsteine wurden zum Wiederaufbau nach Warschau abtransportiert. An der Stelle der Garnisonkirche befindet sich heute eine öffentliche Grünfläche.

## Architektur und Ausstattung
Die einschiffige Kirche im neogotischen Stil mit Emporen und Baptisterium fasste 1000 Sitzplätze. An der Ostseite befand sich der 63 m hohe Kirchturm mit einem steilen Spitzdach und einer Turmuhr.